# IC 660
IC 660 ist eine elliptische Galaxie vom Hubble-Typ E-S0 mit aktivem Galaxienkern im Sternbild Löwe auf der Ekliptik. Sie ist schätzungsweise 541 Millionen Lichtjahre von der Milchstraße entfernt und hat einen Durchmesser von etwa 145.000 Lichtjahren.
Im selben Himmelsareal befinden sich u. a. die Galaxien IC 661 und IC 662.
Das Objekt wurde am 11. März 1893 vom französischen Astronomen Stéphane Javelle entdeckt.